# 打擊手套

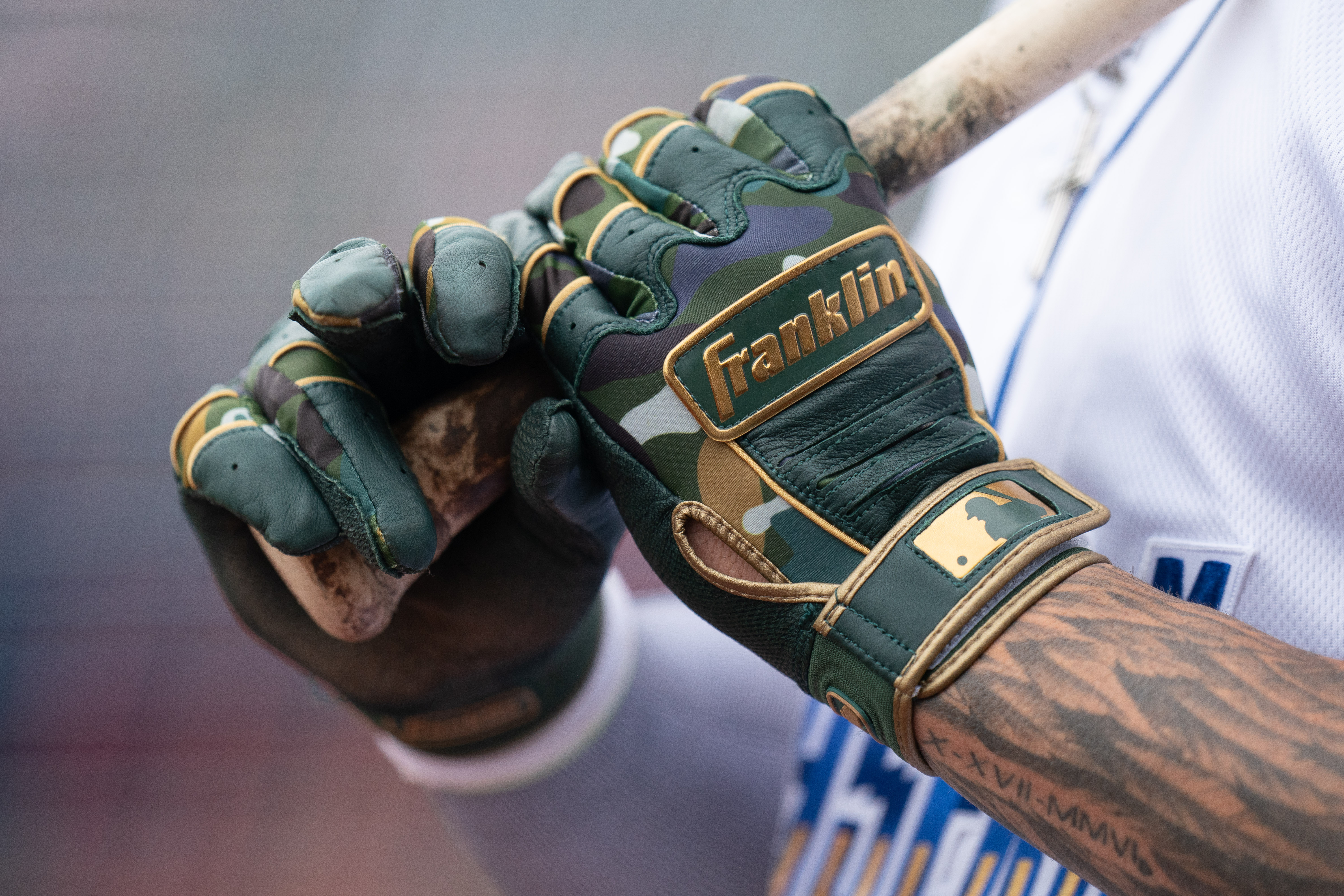
雙手戴上打擊手套握持球棒的打擊者

打擊手套，又稱擊球手套，是棒球、壘球的打擊者在打擊時所戴的手套，通常由皮革和尼龍或其他合成織物製成，手套戴在打擊者的一隻或兩隻手，在擊球時提供舒適感、防止起水泡、保暖、改善握力和減震。除了棒壘球運動，板球、高爾夫球等球類運動也有類似的擊球手套。

## 另見
- 棒球手套：棒壘球比賽守備者戴的手套